# Melcher-Dallas
La ville américaine de Melcher-Dallas est située dans le comté de Marion, dans l’État de l’Iowa. Lors du recensement de 2010, sa population s’élevait à 1 288 habitants. La ville est née de la fusion en 1986 des localités de Melcher et Dallas.

## Source
- (en) Cet article est partiellement ou en totalité issu de l’article de Wikipédia en anglais intitulé « Melcher-Dallas, Iowa » (voir la liste des auteurs).